# Pandanus alifer
Pandanus alifer är en enhjärtbladig växtart som beskrevs av Harold St.John. Pandanus alifer ingår i släktet Pandanus och familjen Pandanaceae. Inga underarter finns listade.